# Шавинский (остров)
Шавинский — остров на реке Терек в Дагестане (Россия).
Административно находится у села Шава в Бабаюртовском районе.
Относится к водно-болотным угодьям Дагестана международного и федерального природоохранного значения.

## Климат
Климат холодный и сухой. Средняя температура составляет 13 °C. Самый теплый месяц — август с температурой 26 °C, а самый холодный — январь с температурой −4 °C. Среднее количество осадков составляет 465 миллиметров в год. Самый влажный месяц — декабрь с 61 миллиметром осадков, а самый сухой — март с 21 миллиметром.
| Климатограмма острова Шавинский       | Климатограмма острова Шавинский | Климатограмма острова Шавинский | Климатограмма острова Шавинский | Климатограмма острова Шавинский | Климатограмма острова Шавинский | Климатограмма острова Шавинский | Климатограмма острова Шавинский | Климатограмма острова Шавинский | Климатограмма острова Шавинский | Климатограмма острова Шавинский | Климатограмма острова Шавинский |
| ------------------------------------- | ------------------------------- | ------------------------------- | ------------------------------- | ------------------------------- | ------------------------------- | ------------------------------- | ------------------------------- | ------------------------------- | ------------------------------- | ------------------------------- | ------------------------------- |
| Я                                     | Ф                               | М                               | А                               | М                               | И                               | И                               | А                               | С                               | О                               | Н                               | Д                               |
| 44 −1 −6                              | 35 4 −4                         | 21 15 1                         | 22 20 4                         | 55 27 11                        | 59 31 16                        | 43 33 19                        | 23 33 20                        | 44 29 16                        | 36 25 10                        | 22 12 1                         | 61 5 −4                         |
| Температура в °C • Сумма осадков в мм |                                 |                                 |                                 |                                 |                                 |                                 |                                 |                                 |                                 |                                 |                                 |